# Heinkel He 50
Хейнкель He 50 (нем. Heinkel He  50) — немецкий разведчик-бомбардировщик.
He 50 представлял собой одномоторный двухместный биплан с неубирающимся шасси, строился по заказу японского Императорского флота. С 1935 года самолёт модификации He 50b (He 66) строился по лицензии в японской фирме Aichi как D1A. После успешных испытаний, для люфтваффе было заказано 60 единиц, 24 из них построили на экспорт.

## Варианты и модификации
He 50aW — построен в 1931 году в двух экземплярах, имел поплавковое шасси и двигатель Junkers (390 л. с.).
He 50aL — имел колёсное шасси и двигатель Jupiter VI. В 1932 году самолёт He 50aL продемонстрирован руководству рейхсвера. К 1933 году было сделано 3 опытных экземпляра.
He 50А1 — имел двигатель Bramo, 7,92-мм пулемет MG 15. Масса бомбовой нагрузки — 250 кг (в двухместном варианте) или 500 кг (в одноместном варианте)
He 66aCh — экспортная модификация для Китая с двигателем «Jupiter» VIIF (480 л. с.). Изготовлено 12 единиц.
He 66bCh — экспортный вариант для Китая с мотором Bramo. Изготовлено 12 самолётов. В 1936 году поставлены — в Китай.
He 50b (Не 66) — использовались в японском императорском флоте. Принимали участие в Японско-китайской войне.

## Лётно-технические характеристики
| Модификация                          | He 50a |
| Размах крыла, м                      | 11,50 |
| Длина, м                             | 9,60 |
| Высота, м                            | 4,40 |
| Площадь крыла                        | 34,80 |
| Масса, кг                            | |
| пустого самолёта                     | 1600 |
| нормальная взлетная                  | 2622 |
| Тип двигателя                        | Bramo |
| Мощность, л. с.                      | 1 х 650 |
| Максимальная скорость, км/ч          | 234 |
| Крейсерская скорость, км/ч           | 190 |
| Практическая дальность, км           | 600 |
| Максимальная скороподъемность, м/мин | 335 |
| Практический потолок, м              | 6400 |
| Экипаж                               | 1 |
| Вооружение:                          | один синхронный 7,9 мм пулемет МG-17; 500 кг бомб (для разведчика ещё 7,9 мм пулемет МG-15 у наблюдателя и до 250 кг бомб) |